# کلیسای نروژ
کلیسای نروژ (Den norske kirke در بوکمال و Den norske kyrkja در نروژی نو) که از سال ۲۰۱۷ به نام کلیسای مردم (Folkekirken در بوکمال و Folkekyrkja در نروژی نو) فرقهٔ لوتری مسیحیت پروتستان است که به عنوان «کلیسای مردم» و بزرگترین کلیسا در نروژ فعالیت می‌کند.